# Gmina Novi Grad (Republika Serbska)
Gmina Novi Grad (serb. Општина Нови Град / Opština Novi Grad) – gmina w Bośni i Hercegowinie, w Republice Serbskiej. W 2013 roku liczyła 25 240 mieszkańców.